# Encephalartos poggei
Encephalartos poggei Asch., 1878 è una pianta appartenente alla famiglia delle Zamiaceae, diffusa in Africa centrale.

## Descrizione
È una cicade con fusto eretto, alto sino a 2 m e con diametro di 20–30 cm.
Le foglie, pennate, lunghe 70–150 cm, sono disposte a corona all'apice del fusto e sono rette da un picciolo lungo 7–20 cm, privo di spine e ricoperto da un tomento grigiastro; ogni foglia è composta da 18-60 paia di foglioline lanceolate, coriacee, lunghe mediamente 8–15 cm, di colore verde glauco.
È una specie dioica con esemplari maschili che presentano 1-3 coni, subcilindri, lunghi 16–20 cm e larghi 3–7 cm, di colore dal verdastro al giallo arancio, ed esemplari femminili con 1-3 coni ovoidali, lunghi 17–23 cm e con diametro di 9–12 cm, inizialmente di colore verde, gialli a maturità.
I semi sono grossolanamente ovoidali, lunghi 20–33 mm, ricoperti da un tegumento di colore rosso-brunastro.

## Distribuzione e habitat
Questa specie è diffusa in Congo (provincia di Katanga e provincia del Kasai Occidentale) e in Angola (provincia di Lunda Sud).
Cresce nella savana e ai margini delle foreste di miombo, da 500 a 1000 m di altitudine.

## Conservazione
La IUCN Red List classifica E. poggei come specie a rischio minimo (Least Concern).

La specie è inserita nella Appendice I della Convention on International Trade of Endangered Species (CITES)